# Xã Allen, Michigan
Xã Allen (tiếng Anh: Allen Township) là một xã thuộc quận Hillsdale, tiểu bang Michigan, Hoa Kỳ. Năm 2010, dân số của xã này là 1.657 người.